# 문정민
문정민은 대한민국의 드라마 작가이다. 

## 극본

### 드라마
- 2018년  KBS 2TV 월화미니시리즈 《최고의 이혼》(집필)
- 2021년  JTBC 월화미니시리즈 《한 사람만》(집필)